# Manuel Vera Vázquez
Manuel Vera Vázquez (Sevilla, 13 de octubre de 1962) es un remero olímpico español que participó en tres Juegos Olímpicos.
Ya participó en los XXII Juegos Olímpicos de Moscú de 1980, quedando en el quinto puesto; en los XXIII Juegos Olímpicos de Los Ángeles 1984, quedando en la sexta posición; y en los XXIV Juegos Olímpicos de Seúl de 1988, quedando en séptimo lugar. Recibió un diploma olímpico por sus resultados.

## Palmarés

### Palmarés en los JJ.OO. de 1980
| Nombre                                                                                  | Deporte | Competición        | Fecha       |
| --------------------------------------------------------------------------------------- | ------- | ------------------ | ----------- |
| 5°                                                                                      |         |                    |             |
| Joan Solano Bustamante Jesús González Guisande Manuel Vera Vázquez Julio Oliver Cañadas | Remo    | Cuatro scull (M4x) | 27 de julio |

### Palmarés en los JJ.OO. de 1984
| Nombre                                                                                      | Deporte | Competición  | Fecha       |
| ------------------------------------------------------------------------------------------- | ------- | ------------ | ----------- |
| 6°                                                                                          |         |              |             |
| Luis Miguel Oliver Cañadas Jesús González Guisande Manuel Vera Vázquez Julio Oliver Cañadas | Remo    | Cuatro scull | 5 de agosto |

### Palmarés en los JJ.OO. de 1988
| Nombre                                   | Deporte | Competición       | Fecha            |
| ---------------------------------------- | ------- | ----------------- | ---------------- |
| 7°                                       |         |                   |                  |
| José Manuel Bermúdez Manuel Vera Vázquez | Remo    | Doble scull (M2x) | 23 de septiembre |